# Car-audio

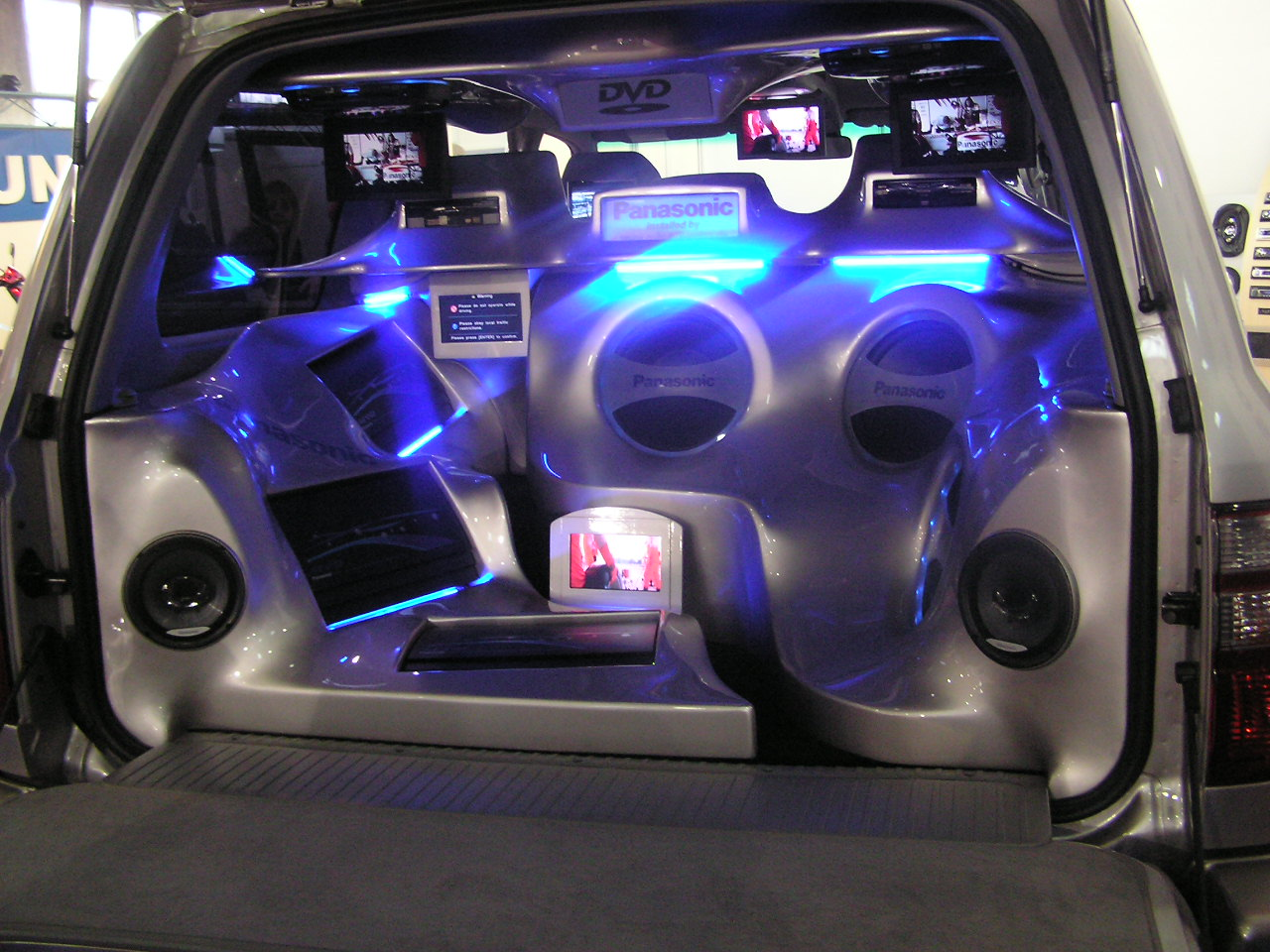
Samochód Toyota Land Cruiser wyposażony w zestaw car-audio.

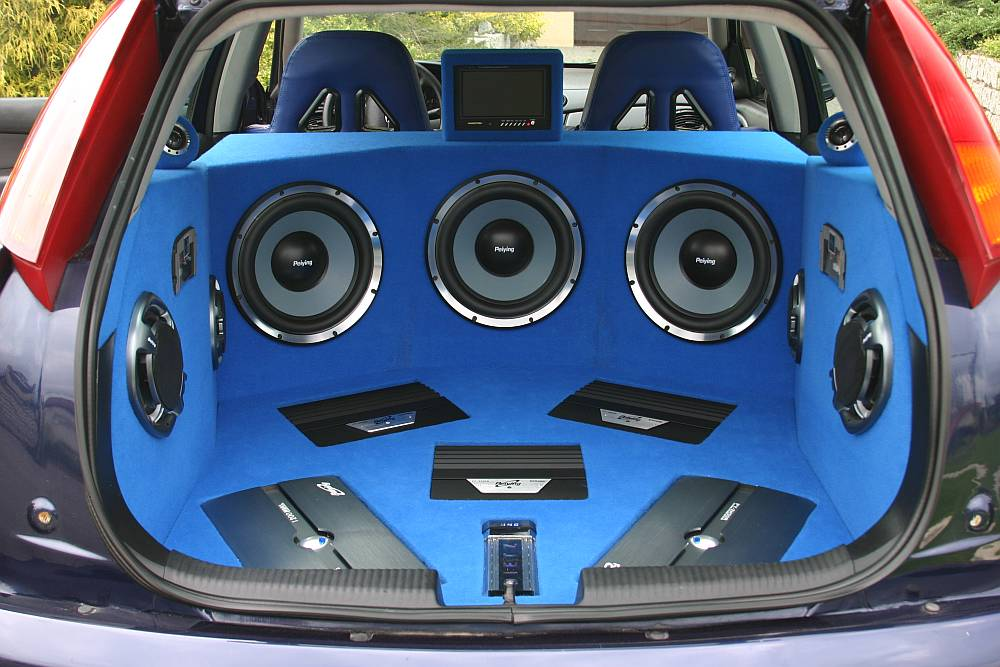
Democar Ford Focus wyposażony w zestaw nagłośnienia firmy Peiying

Car-audio – branża zajmująca się nagłaśnianiem pojazdów samochodowych, a także coraz częściej wyposażanie w urządzenia wizyjne, GPS, konsole gier, wykonująca zabudowy urządzeń i ich podświetlanie, wygłuszaniem pojazdów itp. Masa samochodu po tuningu audio może zwiększyć się nawet o 250 kg.
W dziedzinie Car-Audio odbywają się zawody, w których w bezpośredniej konfrontacji wyłania się najlepiej nagłośnione auto. Istnieją trzy kategorie zawodów Car-audio:
- Sound off (SQ- Sound Quality)
- dBdrag Racing
- ESPL (EMMA Sound Presure Level)

Organizacjami patronującymi tego typu zawody są EMMA (w Europie), IASCA oraz międzynarodowa organizacja dbDRA. PASCA jest organizacją zrzeszającą pasjonatów nagłośnienia samochodowego oraz przeprowadzającą zawody Car Audio w Polsce. Zawody pod patronatem organizacji dbDRA są organizowane w Polsce od 2009 roku.